# Tichov
Tichov là một làng thuộc huyện Zlín, vùng Zlínský, Cộng hòa Séc.